# Elaphoglossum ometepense
Elaphoglossum ometepense là một loài dương xỉ trong họ Dryopteridaceae. Loài này được L.D. Gómez mô tả khoa học đầu tiên năm 1986.
Danh pháp khoa học của loài này chưa được làm sáng tỏ. 